# Raritäten (1994–2012)
Raritäten (1994–2012) je kompilační album německé industrialmetalové skupiny Rammstein. Bylo vydáno 22. dubna 2015.

## Obsah
Standardní verze alba obsahuje 12 písní z historie skupiny, které byly vydány pouze jako součást singlu nebo nebyly vydány vůbec.
Album také vyšlo dohromady s předchozími šesti studiovými alby skupiny v rámci box setu XXI, kde je obsažena upravená verze s 16 skladbami.

## Seznam skladeb

### Standardní vydání
1. Feuerräder (Verze z roku 1994)
2. Wilder Wein
3. Das Modell
4. Kokain
5. Stripped
6. Halleluja
7. Mutter (Vocoder Mix)
8. 5/4
9. Mein Land
10. Vergiss uns nicht
11. Gib mir deine Augen
12. Mein Herz brennt (Verze na klavír, autor Sven Helbig)

### Box Set XXI
1. Feuerräder
2. Wilder Wein
3. Das Modell
4. Kokain
5. Stripped
6. Halleluja
7. Mein Herz brennt (Verze na klavír, autor Sven Helbig)
8. Los („Full Band” verze)
9. Führe mich
10. Donaukinder
11. Halt
12. Roter Sand (Orchestrální verze)
13. Liese
14. Mein Land
15. Vergiss uns nicht
16. Gib mir deine Augen